# スピード測定器
スピード測定器（スピードそくていき）は、運動する物体の速度の特定方向成分を測定する測定機器である。一般には、ディケイター・エレクトロニクスの商標であるスピードガンの名称で知られる。

## 原理と構造
測定する物体に向けて電波を照射し、物体による反射波を測定する。物体が運動している時はドップラー効果によって反射波の周波数が変化するため、これと発射波の周波数を比較することにより、運動の速さを算出する。電波を利用して測定するため、対象物の運動が光速を超えない限り、理論的には計測が可能である。

## 自動車の速度違反取締り
制限速度を超過して走行している自動車を検出するために用いられる。
電波法令上は無線標定陸上局または無線標定移動局であり、警察用であるので、操作またはその監督に第二級陸上特殊無線技士以上の無線従事者を要する。
速度違反自動取締装置と呼ばれる自動で速度違反車の証拠写真を撮影するスピード測定器は、一般にはボーイングの商標であるオービスの名称で知られる。また、ヨーロッパでは従来の定点速度を計測するシステムではなく、2地点間の平均走行速度で取り締まる平均速度取締装置が2000年前後から導入されるようになった。

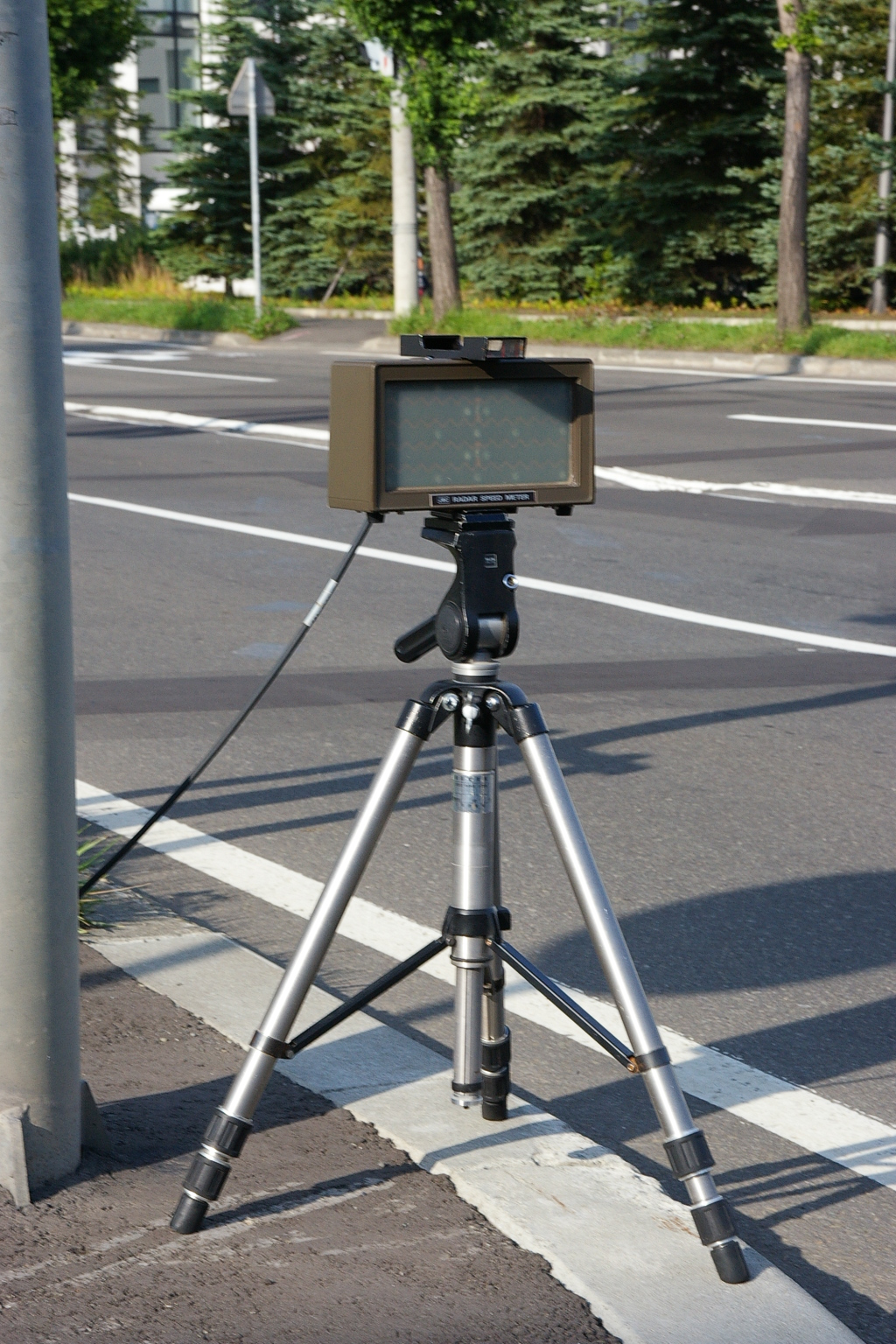
速度測定器：JMA-240
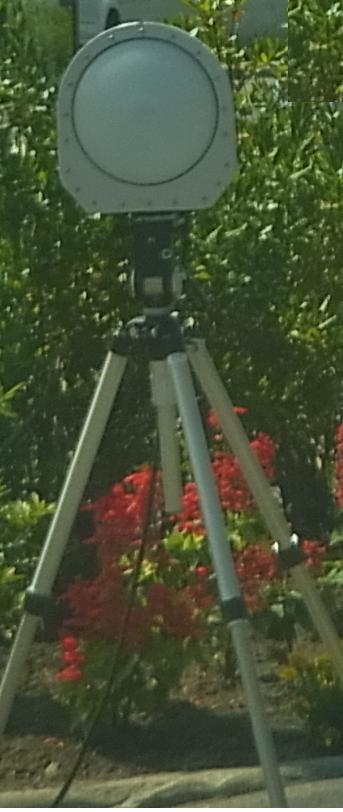
速度測定器：ES-8H01
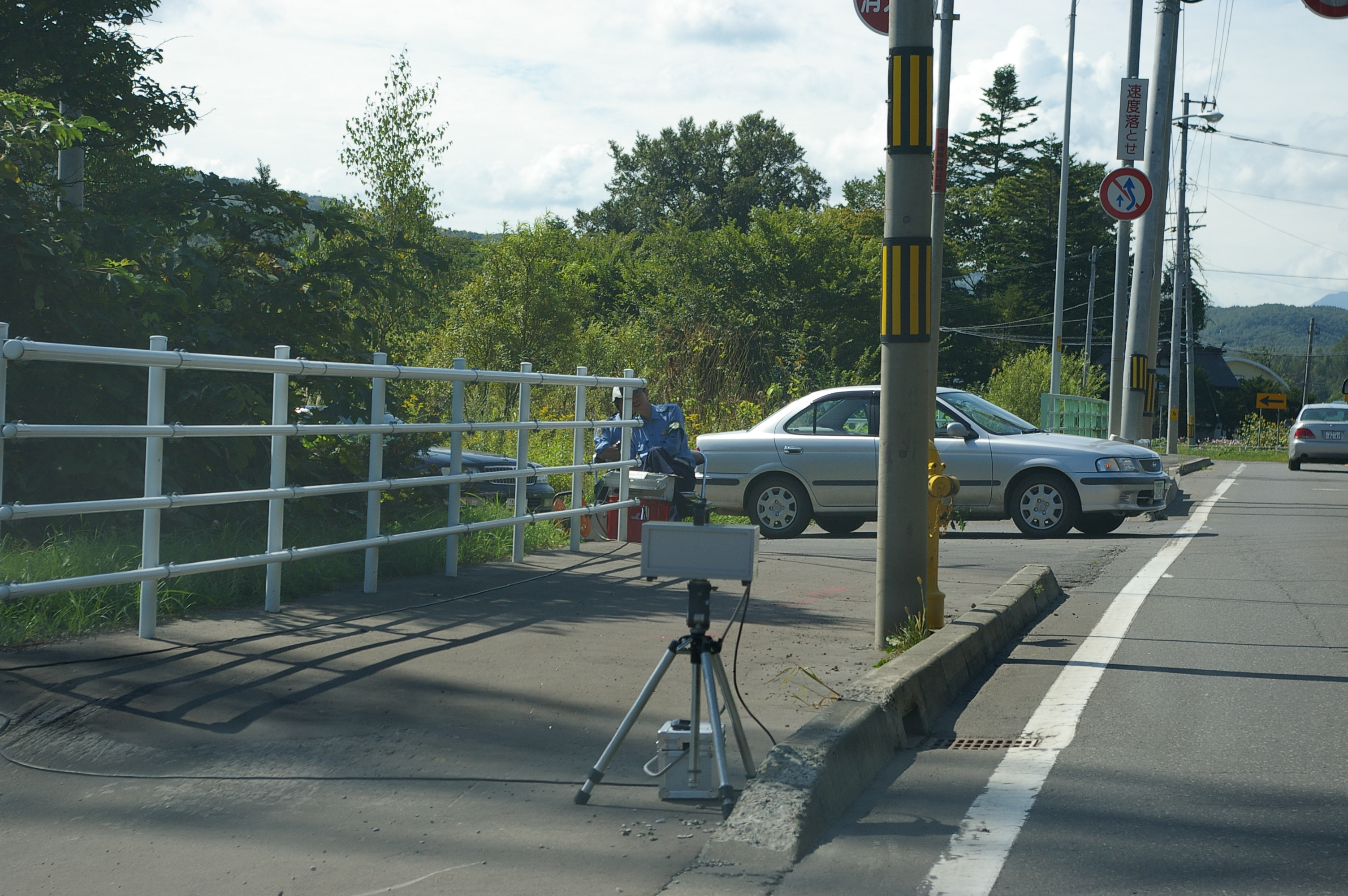
速度取締の様子/測定器 : RS-720ER

## 野球の球速測定

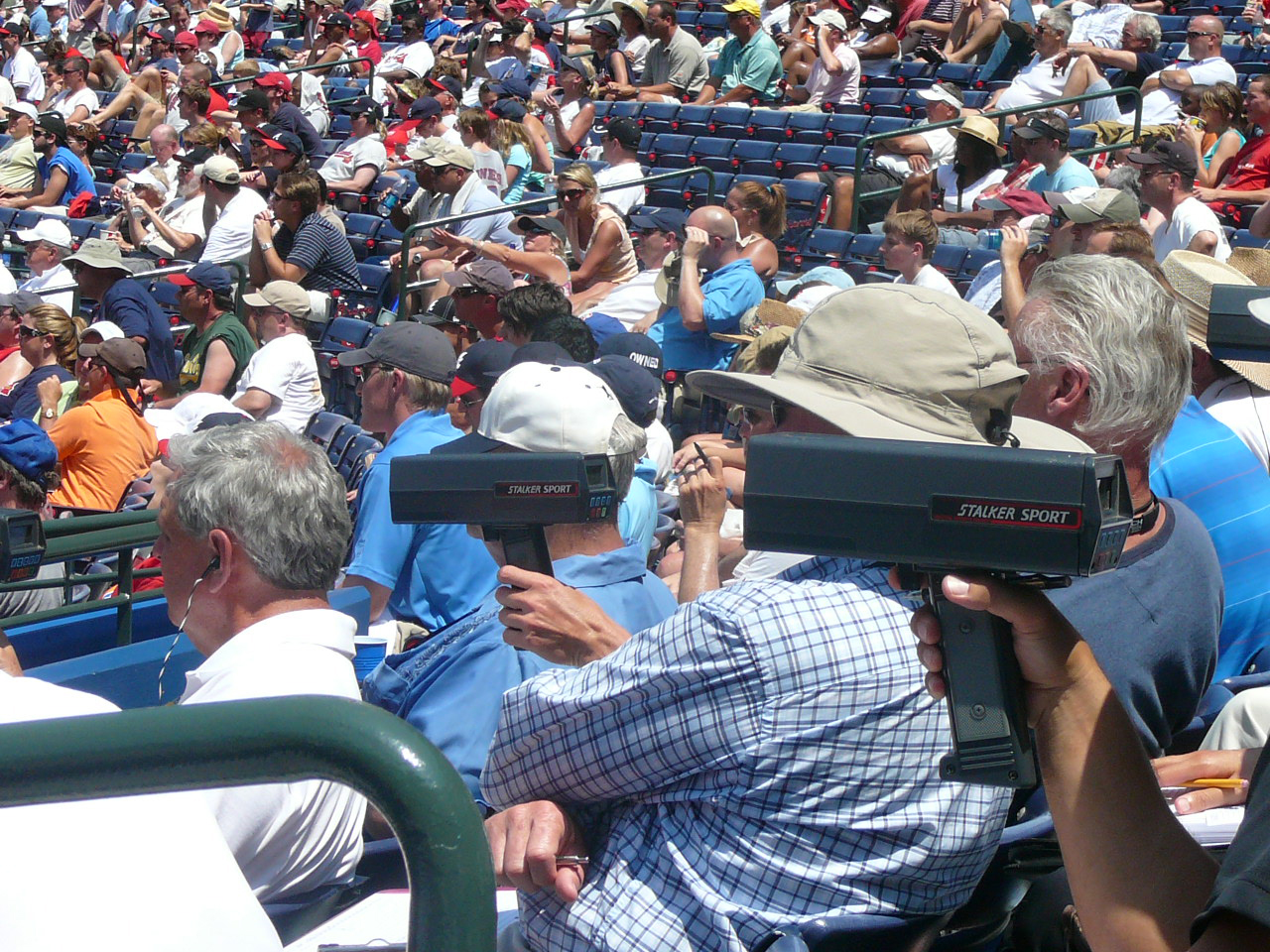
野球のスカウトでの様子

### 概要
野球において、投手が投げるボールの速さを測定するために用いられ、専らスピードガンと呼ばれる。但し英語ではレーダーガン(Radar gun)という。
空中線電力0.1W以下の適合表示無線設備（技適マークのあるもの）を用いた無線標定陸上局または無線標定移動局であれば、操作に無線従事者は不要で誰でも使用できる。

### 日本での導入経緯
スピードガンが日本に初めて伝わったのは、1976年（昭和51年）秋のこと。翌年より木庭教がスカウト活動で用いるようになり、1979年（昭和54年）には全球団に広まった。
テレビの野球中継でスピードガンによる球速表示を初めて行ったのは、1979年（昭和54年）4月1日の巨人対阪神戦とされている。球場の電光掲示板において球速表示がされるようになったのは、1980年（昭和55年）4月5日のナゴヤ球場である。
高校野球における甲子園球場（オーロラビジョン）での球速表示は、2004年（平成16年）の選抜高校野球からである（それまでは、球速表示と同時に広告も表示されていたため、表示が見送られていた）。

### メジャーリーグ
日本に先駆けて20世紀後半から球速の測定にはスピードガンが使われてきた。
軍用のレーダーから派生した、警察の速度取締用のポリスレーダーは第二次世界大戦後の1946年に登場しており、1972年には可搬式のポリスレーダーが開発された。これを最初に野球の球速測定に応用したのは元メジャーリーガーの野球指導者であったダニー・リトワイラーであり、1974年にJugs Sports社と最初のスポーツ向けのスピードガンを共同開発し、自身が指導していたミシガン州立大学の投手力分析に活用した。Jugs社は翌1975年にスピードガンを正式に発売し、トロント・ブルージェイズのスカウトを長年勤めたボブ・フォンテイン・ジュニアはこのスピードガンをスカウト活動に導入した最初の野球関係者であった。ボルチモア・オリオールズのコーチを務めていたアール・ウィーバーも、同年の春季トレーニングよりJugs社のスピードガンをオリオールズに導入した。メジャーリーグの公式戦で初めてレーダー装置による球速の測定が試みられたのは1974年の事で、同年8月20日と9月7日にロックウェル・インターナショナルが開発した大掛かりなレーザー・ドップラー・レーダー装置(ドップラー・ライダー)によって、ノーラン・ライアンによる時速100マイルを超える球速が記録された。
スポートビジョン社の開発した「PITCHf/x」という投球解析装置が2006年のポストシーズンからメジャーリーグ各球場へ設置され始めた。「PITCHf/x」は現在メジャーリーグ全球場に共通の機種が設置されており、MLB公式ホームページの1球速報「Gameday」やアメリカの野球データサイト「FanGraphs」などでデータが一般公開されている。3方向から投球を解析するこの装置の導入により、球速に限らず投手のリリースポイントやボールの回転数、変化球の曲がり具合、落差などを解析することが可能となり、スピードガンの問題点であった機種や設置場所による精度の違いを克服した。「PITCHf/x」の他にも、ドップラー・レーダーを利用して投手のリリースポイントと、そこからのボールの移動速度やボールの回転数、回転速度を計測して「ボールの伸び」を解析する装置がデンマークのトラックマン社によって開発されている。また、近年では野手の送球も計測されている。
なお、機械的装置を用いた球速の測定自体は戦前より行われており、最も古いものは1912年にレミントン・アームズ社が自社の弾速測定装置を用いて、ウォルター・ジョンソンとナップ・ラッカーの球速の測定を試みた記録である。その後、1917年にはアメリカ陸軍弾道研究所が「重力降下間隔測定器(gravity drop interval recorders)」と呼ばれるクロノグラフを用いたより本格的な砲口初速測定装置を用いてジョンソン、クリスティー・マシューソン、スモーキー・ジョー・ウッドの球速の測定を行った。1939年には光電管クロノグラフ、1946年には蛍光管クロノグラフ、1953年にはオシログラフをそれぞれ用いた弾速測定装置で球速の測定が行われた。変わったところでは、1940年に元野球選手で映画関係者でもあったルー・フォンセカが、ボブ・フェラーの球速を測定する為にフェラーの投球に併せてオートバイを併走させて2台の映画撮影用カメラで撮影を行い、オートバイのスピードメーターの数値と比較することで球速を特定しようとした試みも記録されている。1960年にはハイスピードカメラによる球速測定も試みられた。